# 志文出版社
志文出版社，是一間由張清吉於1967年所創立的臺灣出版社。其以出版「新潮文庫」、「新潮世界名著」、「新潮叢書」等叢書知名於臺灣出版界。

## 歷史
志文出版社之前身，是創業於1963年的長榮書店。其原是一家提供出租服務和舊書交易的小書店，當時經常出入書店的名人中有李敖、秦賢次、林衡哲（本名林哲雄）等知識分子，而店內販售的禁書多半為李敖所購去。另外，其亦自行出版《西洋幽默小品》、《二次大戰祕錄》以及林語堂的散文集等作品，且編錄《英語欣賞文庫》，銷路甚佳。
後來，因發行人張清吉受到國立臺灣大學醫學院的學生林衡哲的勸說，以及收到林生所自行翻譯之《羅素回憶集》和《羅素傳》，使他開始下定決心令出版社進行轉型活動。林之兩書，可說是開啟了臺灣出版史上曾經大行於市的「新潮文庫」之先河。在編輯出版兩書後，出版社收到社會大眾的熱烈迴響，更獲得了國立臺灣大學哲學系教授殷海光、陳鼓應兩人的肯定，其甚至親自到出版社致意。受此影響，林衡哲即介紹許多同學一起加入譯書的行列，其中包含賴其萬、林克明、廖運範、鄭泰安、文榮光、楊庸一、符傳孝等人，他們所翻譯之書籍，以心理學、精神分析領域為主。作家曹永洋則介紹鍾肇政、葉石濤、鄭清文、楊耐冬等知識分子加入翻譯的行列。顏元叔在其師黎烈文辭世後，亦將其所譯的法國文學作品介紹給志文出版社發行。曹永洋、楊耐冬與金溟若、李永熾、孟祥森、宋碧雲、莫渝等人，於當時可說是臺灣翻譯界的中堅。而顏元叔與其同事胡耀恆、王夢鷗、廖祥雄、陳玲玲所編譯的「新潮大學叢書」，更成為大學生和研究生的教材。
不過，由於臺灣歷經日本統治，當時文化菁英對於日文較為熟稔，在一時之間難有嫻熟中文的人才可進行大量的作品翻譯；儘管已有不少名著早在民國初年時即有譯本存在，但礙於戒嚴法的限制，使得留在中國大陸的文人的翻譯作品，無法輕易於臺灣再版。為解決這類問題，因此志文出版社便參考民國初年或文化大革命期間所出版的中國大陸譯本，且將譯者名字更動後再發行，以填補市場上翻譯作品的空缺。但出版社對於原譯者的抹消，亦導致現代中國大陸和臺灣之翻譯史研究上的困難。
除了國外翻譯書，作家楊牧所編選的「新潮叢書」則為志文出版社開闢本土作家的新天地，作家包括有陳世驤、徐道鄰、夏濟安、杜維明、顏元叔、林以亮、葉維廉、劉述先、於梨華、劉大任、楊牧等人。其中的劉大任尚因《紅土印象》一書，遭當時政府列入黑名單，其書也成為禁書。
近年，伴隨國際著作權法的嚴格規定和臺灣出版業的激烈競爭狀況，志文出版社雖仍堅持不懈地從事發行出版事業，然其已是只能出版列入公共版權內的書籍，對於文化事業的貢獻已經比之前失色了。

## 新潮文庫
「新潮文庫」是張清吉在參考日本岩波書店的「岩波文庫」傳統後，所出版的大型叢書。每本書皆附上作家的年譜、小傳、創作背景以及本人照片。「新潮文庫」內之書本，廣泛網羅文學、哲學、心理學、禪學、電影等領域，其帶領諸多1960至1990年代的臺灣學生和知識分子吸收外國文化，為當時封閉保守的臺灣社會開啟一扇知識的窗口，對於外國文化的推廣，深有貢獻。雖然不少譯本現今已然絕版，且譯文上的錯誤及漏譯時常為人所詬病；素樸的書本外觀更不敵現下市場上其它五顏六色的出版品，但是以在臺灣出版史上的地位言之，志文出版社確實為重要的出版社之一，其影響了整個世代的廣大閱讀者。發行人張清吉亦被出版業界譽為「出版界的唐吉訶德」。

### 書目
| 編號 | 書名                                   | 作者、編者、譯者、校對者                                      | 初版年月   |
| ---- | -------------------------------------- | ------------------------------------------------------------- | ---------- |
| 1    | 羅素回憶集                             | 羅素著，林衡哲譯                                              | 1967年11月 |
| 2    | 羅素傳                                 | 艾倫·伍德（Alan Wood）著，林衡哲譯                            | 1967年11月 |
| 3    | 羅素散文集                             | 羅素著，牟治中譯                                              | 1967年11月 |
| 4    | 沙特自傳                               | 尚-保羅·沙特著，譚逸譯                                        | 1967年11月 |
| 5    | 卡拉馬助夫兄弟們                       | 杜斯妥也夫斯基著，耿濟之譯                                    | 年月       |
| 6    | 廿世紀智慧人物的信念                   | 愛因斯坦等著，林衡哲譯                                        | 年月       |
| 8    | 出了象牙之塔                           | 廚川白村著，金溟若譯                                          | 1967年11月 |
| 10   | 海明威小說選                           | 海明威著，徐文達譯                                            | 1968年1月  |
| 12   | 馬克吐溫名作選（12個短篇）             | 馬克吐溫著，譯                                                | 年月       |
| 14   | 上帝之死（反基督）                     | 尼采著，劉崎譯                                                | 1968年1月  |
| 16   | 美麗與悲哀                             | 川端康成著，譯                                                | 年月       |
| 20   | 蛻變（4個中篇）                        | 卡夫卡著，譯                                                  | 年月       |
| 21   | 沙特小說選（4個中篇）                  | 沙特著，譯                                                    | 年月       |
| 22   | 世界美術鑑賞全集                       | 呂晴夫編譯                                                    |            |
| 22   | 鄭愁予詩選集                           | 鄭愁予著                                                      | 1974年3月  |
| 23   | 美麗新世界                             | 阿道斯·赫胥黎著，李黎、薛人望譯                               | 1969年6月  |
| 24   | 瞧！這個人（尼采自傳）                 | 尼采著，劉崎譯                                                | 1969年6月  |
| 26   | 羅生門·河童（9個短篇）                 | 芥川龍之介著，譯                                              | 年月       |
| 27   | 地獄變（15個短篇）                     | 芥川龍之介著，譯                                              | 年月       |
| 29   | 審判                                   | 卡夫卡著，譯                                                  | 年月       |
| 30   | 白牙（動物文學）                       | 傑克·倫敦著，譯                                               | 年月       |
| 32   | 瘟疫                                   | 亞伯特·卡謬著，周行之譯                                       | 1969年12月 |
| 34   | 黑暗的心（海洋文學）                   | 康德拉著，譯                                                  | 年月       |
| 35   | 徬徨少年時                             | 赫塞著，譯                                                    | 年月       |
| 42   | 悲愴的靈魂（集中營一日記）             | 索善尼津著，譯                                                | 年月       |
| 24   | 愛的飢渴                               | 三島由紀夫著，譯                                              | 年月       |
| 44   | 金閣寺                                 | 三島由紀夫著，陳孟鴻譯                                        | 1971年3月  |
| 46   | 鄉愁（回憶式的自傳體裁）               | 赫塞著，譯                                                    | 年月       |
| 48   | 性學三論．愛情心理學                   | 佛洛伊德著，林克明譯                                          | 1971年3月  |
| 52   | 心靈的歸宿                             | 赫塞著，譯                                                    | 年月       |
| 55   | 自卑與超越                             | 阿德勒著，黃光國譯                                            | 1971年6月  |
| 56   | 生命之歌（一個音樂家的故事）           | 赫塞著，譯                                                    | 年月       |
| 58   | 誘惑的日記（日記體裁）                 | 齊克果著，譯                                                  | 年月       |
| 60   | 聖潔的靈魂（7個中短篇）                | 杜斯妥也夫斯基著，譯                                          | 年月       |
| 64   | 美麗的青春（5個短篇）                  | 赫塞著，譯                                                    | 年月       |
| 65   | 藝術家的命運（一個畫家的故事）         | 赫塞著，譯                                                    | 年月       |
| 66   | 白夜                                   | 杜思妥也夫斯基著，邱慧璋譯                                    | 1972年1月  |
| 67   | 叔本華選集                             | 叔本華著，劉大悲譯                                            | 1972年1月  |
| 69   | 東方之旅（3個中短篇）                  | 赫塞著，譯                                                    | 年月       |
| 70   | 漂泊的靈魂                             | 赫塞著，譯                                                    | 年月       |
| 73   | 馬泰爾手記                             | 里爾克著，譯                                                  | 年月       |
| 74   | 魂斷威尼斯                             | 托瑪斯·曼著，宣誠譯                                           | 1972年10月 |
| 75   | 諾貝爾獎短篇小說集                     | 泰戈爾等16位著，譯                                            | 年月       |
| 76   | 我思故我在                             | 笛卡兒著，錢志純譯                                            | 1972年10月 |
| 79   | 夢的解析                               | 佛洛伊德著，賴其萬、符傳孝譯                                  | 1972年10月 |
| 82   | 小丑眼中的世界                         | 磐爾著，譯                                                    | 年月       |
| 84   | 生活之藝術                             | 莫洛亞著，秦雲、陳曉南譯                                      | 年月       |
| 88   | 菸草路                                 | 柯德威爾著，譯                                                | 年月       |
| 93   | 翻譯與創作（12個短篇）                 | 顏元叔譯著                                                    | 年月       |
| 96   | 法國短篇小說選（44個短篇）             | 卡繆、左拉等著，譯                                            | 年月       |
| 99   | 屋頂間的哲學家（12個日記體裁）         | 梭維斯特著，譯                                                | 年月       |
| 101  | 冰島漁夫（海洋文學）                   | 畢爾·羅逖著，譯                                               | 年月       |
| 102  | 侏儒                                   | 拉格維斯特著，譯                                              | 年月       |
| 106  | 少女與吉卜塞人                         | 勞倫斯著，譯                                                  | 年月       |
| 108  | 荒野之狼                               | 赫塞著，譯                                                    | 年月       |
| 112  | 意志與表象的世界                       | 叔本華著，劉大悲譯                                            | 1974年11月 |
| 119  | 原始森林的邊緣                         | 史懷哲著，余阿勳譯                                            | 1975年12月 |
| 120  | 少年維特的煩惱                         | 歌德著，周學普譯                                              | 1975年12月 |
| 121  | 可愛的女人（12個短篇）                 | 契訶夫著，譯                                                  | 年月       |
| 126  | 知識與愛情                             | 赫塞著，譯                                                    | 年月       |
| 127  | 莎士比亞故事集（20個故事）             | 蘭姆著，譯                                                    | 年月       |
| 130  | 憨第德                                 | 伏爾泰著，譯                                                  | 年月       |
| 131  | 兩兄弟                                 | 莫泊桑著，譯                                                  | 年月       |
| 132  | 雙重誤會（4個中短篇）                  | 梅里美著，譯                                                  | 年月       |
| 133  | 十二個太太（4個中短篇）                | 毛姆著，譯                                                    | 年月       |
| 134  | 傻子（16個短篇）                       | 契訶夫著，譯                                                  | 年月       |
| 142  | 心靈守護者                             | 莎岡著，譯                                                    | 年月       |
| 143  | 夕陽西下                               | 莎岡著，譯                                                    | 年月       |
| 144  | 卡爾曼的故事（卡門及4個短篇）          | 梅里美著，譯                                                  | 年月       |
| 146  | 普希金小說選（5個中短篇）              | 普希金著，譯                                                  | 年月       |
| 147  | 瞬息的燭火（4個中短篇）                | 赫胥黎著，譯                                                  | 年月       |
| 153  | 希臘神話                               | 愛密爾·金尼斯（Emile Genest）著，趙震譯                       | 1977年6月  |
| 155  | 狂人日記                               | 果戈理著，譯                                                  | 年月       |
| 156  | 永恆的戀人                             | 普希金著，譯                                                  | 年月       |
| 159  | 史懷哲傳                               | 赫曼·哈格頓、山室靜、小牧治、泉谷周三郎、野村實著，鍾肇政編譯 | 1977年6月  |
| 168  | 動物農莊（附射象、絞首刑、窮人的末日） | 喬治·歐威爾著，孔繁雲譯                                       | 1977年12月 |
| 186  | 脂肪球·流浪者                          | 居伊·德·莫泊桑著，黎烈文譯                                    | 1978年9月  |
| 187  | 決鬪                                   | 契訶夫著，鍾玉澄譯                                            | 1978年9月  |
| 204  | 賭徒                                   | 杜思妥也夫斯基著，邱慧璋譯                                    | 1979年5月  |
| 205  | 塞瓦斯托堡故事                         | 托爾斯泰著，林岳譯                                            | 1979年5月  |
| 216  | 文藝復興的奇葩（三位藝術家傳記）       | 瓦沙利著，黃翰荻譯                                            | 年月       |
| 228  | 老人與海                               | 海明威著，羅珞珈譯                                            | 1980年7月  |
| 248  | 電影的語言                             | 約瑟·馬斯賽里（Joseph V. Mascelli）著，羅學濂譯               | 1980年12月 |
| 260  | 100個偉大音樂家                        | 服部龍太郎著，張淑懿譯                                        | 1981年9月  |
| 260  | 50位偉大藝術家                         | 梅爾著，黃翰荻譯                                              | 年月       |
| 265  | 異鄉人                                 | 亞爾伯·卡謬著，莫渝譯                                         | 1982年3月  |
| 274  | 存在主義                               | 松浪信三郎著，梁祥美譯                                        | 1982年9月  |
| 279  | 電影與批評                             | 劉森堯著                                                      | 1982年9月  |
| 287  | 改變歷史的經濟學家                     | 羅伯特·海爾布魯諾著，蔡伸章譯                                 | 1983年2月  |
| 326  | 安妮的日記                             | 安妮·法蘭克著，張淑懿譯                                       | 1988年4月  |
| 340  | 四季隨筆                               | 喬治·吉辛著，李霽野譯，周超駿、陳香妃、曹永洋校對             | 1991年2月  |
| 346  | 一九八四                               | 喬治·歐威爾著，董樂山譯                                       | 1991年10月 |
| 348  | 小王子                                 | 聖·修伯理著，宋碧雲譯，陳香妃、曹永洋、宋碧雲校對             | 1992年4月  |
| 362  | 伊利亞隨筆                             | 查理·蘭姆著，孔繁雲譯                                         | 1994年3月  |
| 371  | 茶花女                                 | 小仲馬著，王振孫譯                                            | 1995年2月  |
| 378  | 西線無戰事                             | 雷馬克著，朱雯譯                                              | 1996年8月  |
| 387  | 反烏托邦與自由（原名：我們）           | 薩米爾欽著，吳憶帆譯                                          | 1997年4月  |
| 390  | 伊凡·伊里奇之死                        | 列夫·托爾斯泰著，許海燕譯                                     | 1997年7月  |
| 397  | 嘔吐                                   | 讓·保羅·沙特著，桂裕芳譯                                      | 1997年10月 |
| 407  | 湖濱散記                               | 亨利·大衛·梭羅著，孔繁雲譯                                    | 1999年1月  |
| 413  | 高爾基短篇傑作選                       | 高爾基著，許海燕譯                                            | 1999年11月 |
| 425  | 青年藝術家的畫像                       | 詹姆斯·喬依思著，杜若洲譯                                     | 2000年9月  |
| 432  | 悲慘世界（濃縮本）                     | 雨果著，蕭逢年譯                                              | 2000年11月 |
| 442  | 查拉圖斯特拉如是說                     | 尼采著，余鴻榮譯                                              | 2001年6月  |
| 450  | 我是貓                                 | 夏目漱石著，劉振瀛譯                                          | 2001年8月  |
| 454  | 初戀．單戀                             | 屠格涅夫著，吳憶帆譯                                          | 2003年1月  |
| 456  | 舞姬黛依絲                             | 安納托·法朗士著，傅辛譯                                       | 2003年1月  |
| 457  | 春                                     | 島崎藤村著，陳德文譯                                          | 2003年1月  |
| 463  | 卡拉馬助夫兄弟們（濃縮本）             | 杜思妥也夫斯基著，蕭逢年譯                                    | 2004年1月  |
| 483  | 最後一課                               | 阿爾封斯·都德著，齊霞飛譯                                     | 2007年9月  |
| 486  | 老子 終於讀懂                          | 老子著，陸晉德譯                                              | 2010年3月  |

## 新潮叢書

### 書目
- 劉述先：《文化哲學的試探》
- 劉大任：《紅土印象》
- 鍾玲：《赤足在草地上》
- 王文興：《玩具手鎗》
- 杜維明：《三年的畜艾》
- 夏濟安：《夏濟安選集》
- 施叔青：《拾掇那些日子》（新版更名為《那些不毛的日子》）
- 葉維廉：《秩序的生長》
- 殷允芃：《中國人的光輝》
- 葉珊：《傳說》
- 陳世驤：《陳世驤文存》
- 於梨華：《會場現形記》
- 韓國鐄：《音樂的中國》
- 顏元叔：《文學經驗》
- 梁實秋：《看雲集》
- 林以亮：《林以亮論翻譯》
- 鄭愁予：《鄭愁予詩選集》
- 陳芳明：《鏡子和影子》
- 劉述先：《生命情調的抉擇》
- 張永祥：《秋決》
- 楊牧：《傳統的與現代的》
- 徐道鄰：《中國法制史論集》
- 趙岡：《紅樓夢論集》
- 楊牧：《瓶中稿》[3]